# Riserva naturale del Khingan
La riserva naturale del Khingan (in russo Хинганский заповедник, Chinganskij zapovednik) è una zapovednik (riserva naturale integrale) russa situata all'estremità sud-orientale dell'oblast' dell'Amur nell'Estremo Oriente russo. Comprende due tipi distinti di habitat: la pianeggiante pianura del fiume Archara con le sue numerose zone umide e gli speroni ammantati da foreste delle montagne del Piccolo Khingan. In particolare, è stata istituita per proteggere i paesaggi di steppa e di steppa alberata e i terreni di nidificazione della gru della Manciuria e della gru dal collo bianco. È situata nel distretto di Archara.

## Geografia
La riserva naturale del Khingan è divisa in due settori separati, uno nelle pianure intermontane delle valli dei fiumi Amur, Zeja e Bureja (circa il 70% della superficie), l'altro sulle colline basse e accidentate della sponda sinistra dell'Amur (il 30%). Le pianure presentano un suolo composto da rocce alluvionali e sedimentarie e sono solcate da fiumi e laghi. Il settore montuoso ha un'altitudine media di 200-400 metri e culmina con i 504 metri del monte Eraktića.

## Clima
La riserva si trova nell'ecoregione della steppa erbacea dell'Amur, caratterizzata da una fertile e piatta pianura alluvionale con foreste sparse di subtaiga decidua situata lungo il corso medio dell'Amur, nell'Estremo Oriente russo e nella Cina nord-orientale. A causa delle frequenti inondazioni che colpiscono le pianure, gli alberi si sviluppano generalmente solo nelle zone montuose. Gli endemismi sono scarsi, in parte perché l'area non era coperta dai ghiacci durante l'ultima era glaciale.
Il clima è continentale umido (Dwb secondo la classificazione dei climi di Köppen), con elevata escursione termica, sia giornaliera che stagionale, inverni asciutti ed estati fresche. La temperatura media di gennaio è di -27 °C, quella di luglio di +21 °C.

## Flora e fauna
La vegetazione della riserva del Khingan, un'area che presenta un'ampia varietà di condizioni di sviluppo e di microclimi, è caratterizzata dalla compenetrazione di diversi gruppi floristici, grazie a un ambiente misto fatto di pianure erbose, zone umide (comprese torbiere di sfagno) e foreste miste di larici e cedri. Il settore pianeggiante della riserva presenta un ambiente di steppa alberata, fatto generalmente di carici, canneti e prati di erbe miste intervallati da boschetti di betulle. Il settore montuoso presenta zone boschive di latifoglie.

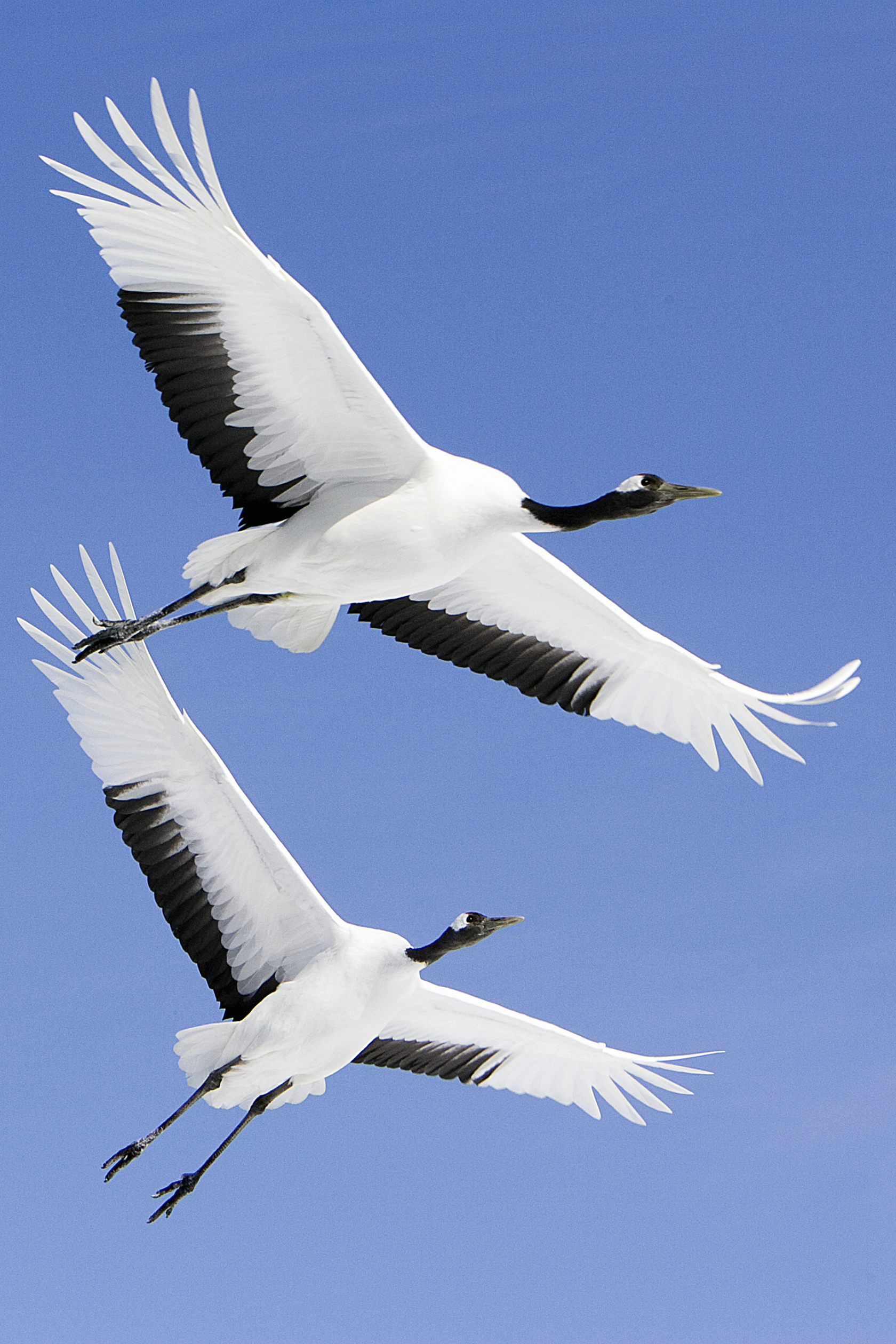
Gru della Manciuria in volo.

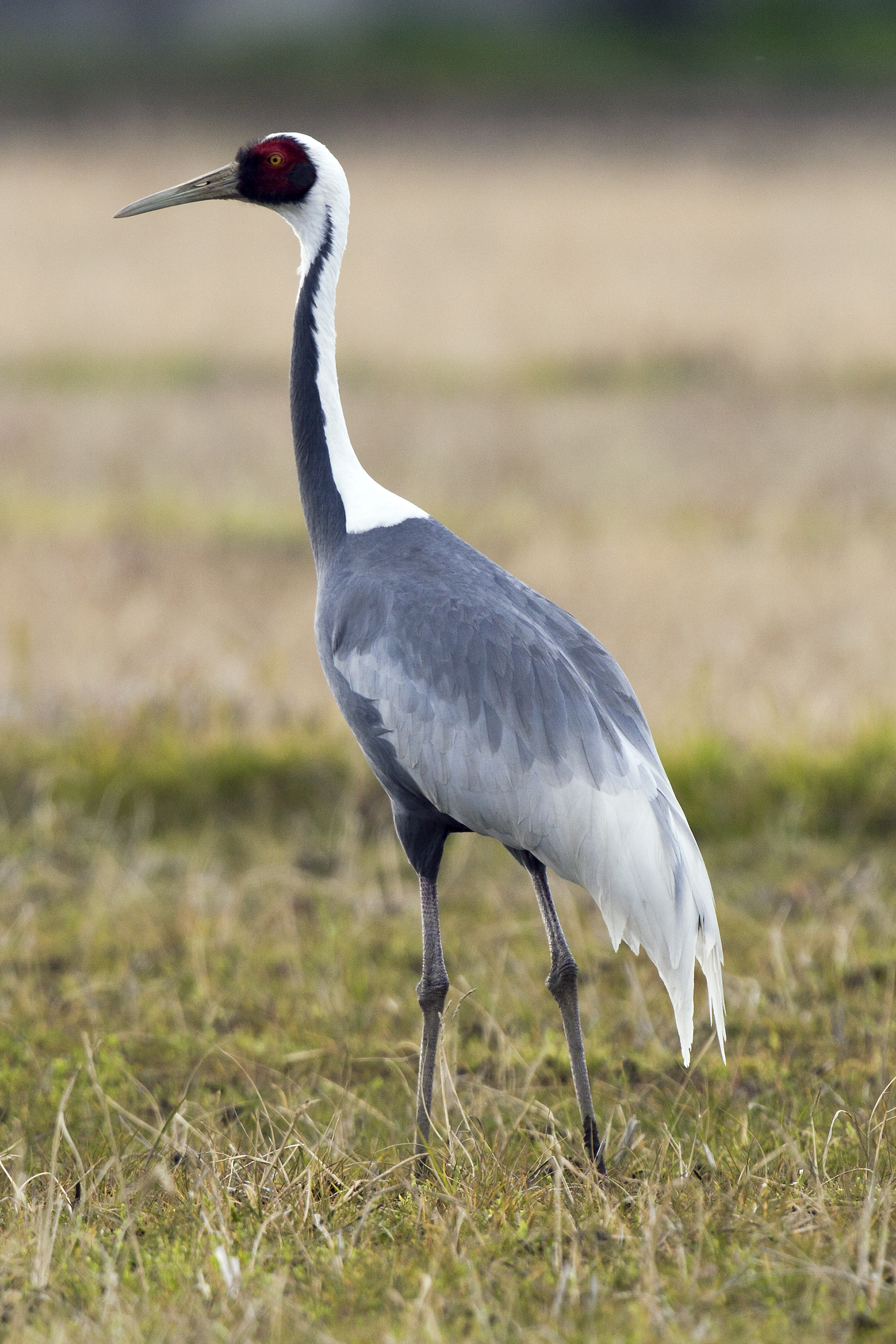
Gru dal collo bianco.

La fauna presenta un insieme di specie proprie sia delle foreste della Siberia orientale che della Manciuria: caprioli, wapiti, cinghiali, tamia, scoiattoli, lupi, volpi, orsi bruni, zibellini e alci. Qui sono state registrate 290 specie di uccelli, compresi molti anatidi delle zone umide e rapaci delle foreste. Le specie ittiche più comuni nei laghi sono carpe, leucischi e cobiti, mentre nei fiumi abbondano i temoli.

## Turismo
Trattandosi di una riserva integrale, Khingan è per lo più inaccessibile al pubblico, anche se scienziati e persone mosse da scopi di «educazione ambientale» possono prendere accordi con la direzione del parco per effettuare visite. Esistono tuttavia percorsi «ecoturistici», come quello che conduce al «Lago dell'Uccello Bianco», che sono aperti al pubblico, ma è necessario richiedere il permesso presso l'ufficio principale. Il personale della riserva organizza visite guidate ai laghi per vedere la fioritura del loto di Kormorov da metà luglio a metà agosto. Le comitive turistiche sono le benvenute, previo accordo, e ogni anno vengono accolti più di mille visitatori. In alcune zone cuscinetto sono disponibili sistemazioni spartane.
La riserva attualmente gestisce un programma di volontariato per gruppi disposti ad aiutare nelle attività di conservazione sul campo. La sede principale, che dispone anche di un piccolo museo naturalistico e di un vivaio aperto al pubblico, si trova nella città di Archara.